# 潆溪街道
潆溪街道，是中华人民共和国四川省南充市顺庆区下辖的一个乡镇级行政单位。

## 行政区划
潆溪街道下辖以下地区：
群乐社区、新立社区、同兴社区、大坪山村、赵家沟村、潆溪村、元蹬子村、混元观村、大堰坎村、杜家庙村、杨家桥村、余家坝村、方水井村、来龙桥村、两河口村、梅树沟村、石燕子村、磨子石村、寺山岭村、弯柏树村、何家湾村、青龙山村、冯家寺村、鱼池寺村、乱山沟村、碾子湾村、双庙子村、伍家店村、灶君庙村、板凳垭村和窖卦山村。